# Tamanan (Sukomoro)
Tamanan is een bestuurslaag in het regentschap Magetan van de provincie Oost-Java, Indonesië. Tamanan telt 2045 inwoners (volkstelling 2010).